# Kundelik.kz
Kundelik.kz — єдиний освітній інтернет-портал для Республіки Казахстан. Система Kundelik.kz запроваджена на основі державно-приватного партнерства та фінансується приватними інвесторами. Сьогодні в системі зареєстровано понад 6200 шкіл. Щомісяця портал відвідують понад 3 200 000 людей, кількість переглядів сторінок становить понад 500 мільйонів (за даними Яндекс Метрики за вересень 2021 року).

## Історія
У 2016 році, за словами керівника проекту «Дневник.ру» Гавриїла Леві, на території Казахстану була представлена освітня платформа «Kundelik.kz». Сьогодні, згідно з інформацією на офіційному сайті проекту, з цією платформою працюють близько 6 тисяч шкіл і близько 4 мільйонів користувачів.
Це не МОН розробило «Кунделік» з технічної точки зору. Проект створено в рамках державно-приватного партнерства. За словами генерального директора проекту «Кунделік» Мухтара Ільясова, інвестори не отримували грошей від держави на створення нової системи. Кажуть, що проект окупиться за 11 років. Схвалення міністерством цього проекту та його масова реалізація має лише одну мету: звільнити вчителів від «муки» заповнення паперів і створити систему цифрової освіти в Казахстані.
За словами вчителів у Казахстані, «Kundelik.kz» є точною копією такого проекту «Дневник.ру» в Росії. Даючи ексклюзивне інтерв'ю Мухтар Ільясов підтвердив, що частина компанії "Кунделік" належить росіянам men-shyzhytary.html Маловідома історія "Щоденника"]</ref>.
```
  «Звичайно, я кажу, що ми казахстанська компанія від початку. Але 45 відсотків нашої компанії належить російській компанії «Дневник.ру». Тобто люди, які створили «серце», основу проект росіяни. І методика, робота трьома мовами, система академічного оцінювання, ми запровадили кількість уроків. У Росії над цим проектом працює 150 людей, у тому числі десяток людей, які нам допомагали. І на частина Казахстану, над цим проектом працюють дванадцять людей – бухгалтери, юристи та оператори».
```

## Використання
Отже, хто може зареєструватися та використовувати цю систему та як? Тобто, як буде виглядати особистий кабінет вчителя, учня, батьків.
Подати заявку на реєстрацію в системі «Щоденник» може тільки школа. Адміністрація школи повинна повідомити кількість учнів у класі, їх імена та імена батьків та інші відомості. Цю роботу виконують класні керівники.
Після подачі всієї інформації про учнів школи автори «Щоденного» протягом п’яти днів перевірять її, а переконавшись, що заявка дійсно подана школою, перейдуть до наступного кроку.
Після того, як автори «Щоденного» підтвердять інформацію, школа, яка надіслала заявку, отримає логін і пароль для системного адміністратора.
Адміністратор системи призначається школою. Адміністратор, якому доручено це завдання, заповнює персональну сторінку організації та вносить у систему список учнів, інформацію про вчителів та батьків. Після введення всієї інформації в базу даних заповнюється розклад занять та інші навчальні дані. Потім адміністратор передає пароль кожної дитини та батька вчителям кожного класу. Класний керівник, у свою чергу, проводить збори та зберігає особистий логін і пароль кожної дитини та її батьків.
Після отримання логіна та пароля учні, батьки та вчителі натискають кнопку «Вхід» у верхній частині сайту та починають роботу. Завдання вчителя – виставити оцінку та написати домашнє завдання. Обов'язок батьків - перевірити оцінки дитини, ознайомитися з розкладом уроків і домашніми завданнями. А завдання учня – подивитися домашнє завдання на сайті і виконати його. Слід зазначити, що учень може бачити лише свої оцінки та домашнє завдання та розклад занять того класу, в якому він навчається.